# Vladislav Kulik
Vladislav Michajlovič Kulik (in russo Владислав Михайлович Кулик?, angl. Vladislav Mikhaylovich Kulik; Poltava, 27 febbraio 1985) è un ex calciatore russo, nato in Ucraina, di ruolo centrocampista.

## Caratteristiche tecniche
Interno di centrocampo, può giocare sia come trequartista sia come mediano.